# NGC 3349
NGC 3349 este o interacting galaxies⁠(d) situată în constelația Leul. A fost descoperită în 22 martie 1865 de către Albert Marth.